# Ranunculus bonariensis
Ranunculus bonariensis là một loài thực vật có hoa trong họ Mao lương. Loài này được Poir. miêu tả khoa học đầu tiên năm 1804.